# 群れ

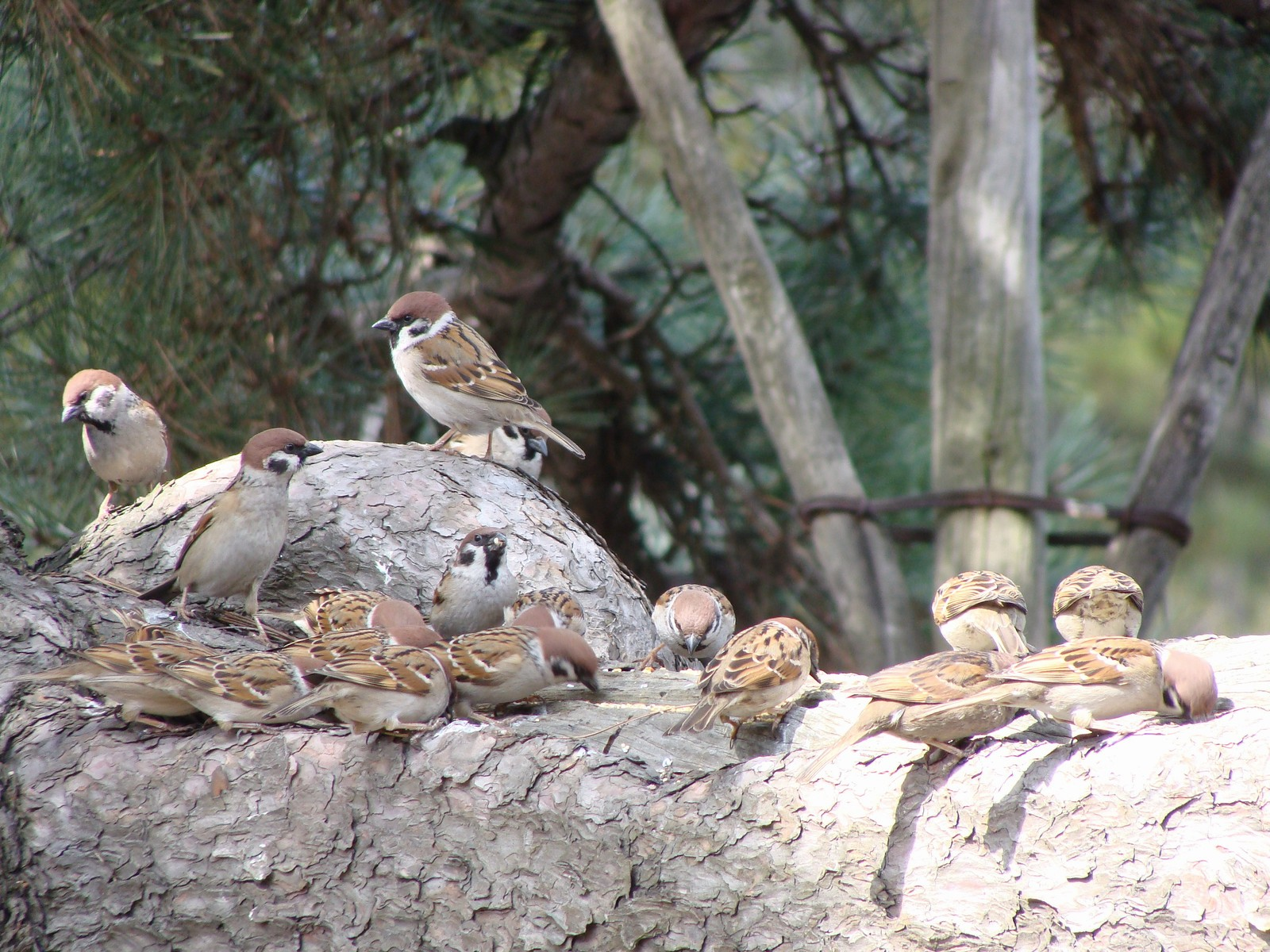
採餌中のスズメの群れ。見張り役が周囲を警戒している。

魚群

群れ（むれ）とは、同一種の生物の個体多数からなる集団である。まれに複数種を含む集団を指す場合もある。

## 概要
群れは、特定の生物が同一種で集まっている状態で、動物に限らず植物でも所定地域に密集して生息している場合は、群生と呼ぶが、本項では主に動物のケースに関して述べる。特に動物はしばしば群れで行動することがあり、こういった群れの存在は動物行動学の分野で、更に役割分担など社会性が見出せる場合には社会生物学の分野で研究されている。このことについては社会 (生物)を参照のこと。
こういった群れは集団と言う数で淘汰（自然選択）の圧力に対抗しようとした生存戦略の一つ（個体ではすぐに天敵に食べられてしまうが、集まることで天敵を寄せ付けないなど）であると考えられる一方、群れで行動することで、生殖の面でも有利に働くと考えられている。

### 生存戦略と群れ
生存戦略の上でこういった群れが必ずしも生存に有利な選択だとは限らない。例えば、食料の問題や伝染病の蔓延、あるいは、地域的な災害により群れ全体が危機的状況に陥る可能性があるためである。
しかし、草食動物やあまり高次消費者ではない動物などの比較的食料が得易い種類の動物は、移動（渡り）しながら食料を得ることで、群れ全体が飢餓に陥ることを回避しているし、また、集合離散を繰り返すことで遺伝的多様性を維持しながら伝染病による群れの全滅を回避しつつ、弱った個体を天敵が積極的に捕食することで、病気の蔓延が防がれている。
生殖面では、群れを成すことで個体レベルでの生殖のチャンスが増大する一方、固定化された群れの場合、遺伝的多様性（→多様性）が失われて、群れ全体が緩やかに弱体化するおそれを含んでいる。しかし、後で詳しく述べるが、生殖のシーズンのみに群れを形成する生物では、遥かに緩やかな群れの構造が多様性を維持していると考えられる。その他、群れそのものに社会構造が特に無い場合は、他の同一種の群れが集合離散する場合もあり、こういった「群れ同士の出会い」によっても多様性が維持されると考えられる。
社会構造のある群れでは、構造から外れたオスがいわゆる「はぐれ」の形で群れを形成せず移動するなどして、他の群れに合流したり一時的に他の群れのメスと交流するといった形で、「遺伝器質の運び屋」として機能する様子もサルの群れなどに見られるところである。ライオンの場合では、群れは主に少数のオスと複数のメスおよび養育の必要な子供によって形成され、それ以外のオスは基本的に繁殖シーズンのみメスの群れと合流しようとする。
なお、各々の生物種に関して、後述の群れの利益と不利益の節を参照のこと。

## 群れを作る動物

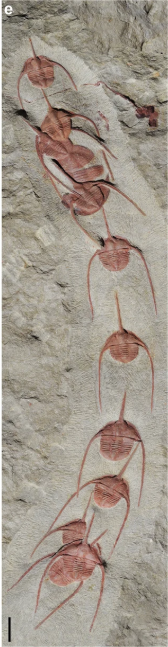
行列を作って群れで移動する三葉虫の化石

群れを作るかどうかは動物の種によって決まっている。また、常に全個体が一つの群れを作るもの、雌雄別に群れを作る、あるいは、どちらかのみが群れを作るなど、色々な型がある。また、生活史や季節によってある時期にのみ群れを作るものもある。このように群れの内容は実に多彩である。

### 群れの外形
外から見た群れの形にも様々なものがある。
- 移動するもの：多数の動物が集まり、まとまって移動する。
  - 全体がほぼ同じ方向を向いて移動する。メダカやブリ、マグロなど。
  - それぞれバラバラな運動をしつつ、全体としてはまとまって移動する。チョウチョウウオなど。
- 移動しないもの：全体としてある位置にとどまるもの。
  - 各個体が動かない。：集団繁殖する鳥・集団越冬する昆虫など。
  - 個体はその範囲内で移動する。：巣とその周りのみを利用するアリなど。

また、群れには、構成メンバーが始終替わるものとほとんど替わらないものがある。前者の例としてはアユのような魚の群れなどがあり、群れは始終分裂したり融合したりし、その構成メンバーは固定していない。後者の例としてはサルの群れやハチの群れなどがあり、各個体の帰属する群れがはっきりしており、それ以外の群れには入れないばかりか、攻撃を受ける場合もある。このようなメンバーの固定した群れにおいて、内部に一定の組織的構造が見られた場合、その性質を社会性という。

### 血縁集団からなる群れ
ニホンザルの群れは数頭の雌とその子供たち、および、配偶者の雄によって構成されている。子供が雄であれば成長して群れを出、雌はそのまま残るので、この群れはほぼ母系の血縁集団である。ほぼ同様な群れはライオンなどにも見られる。社会性昆虫も巨大な家族の構成である。

### 繁殖のための群れ

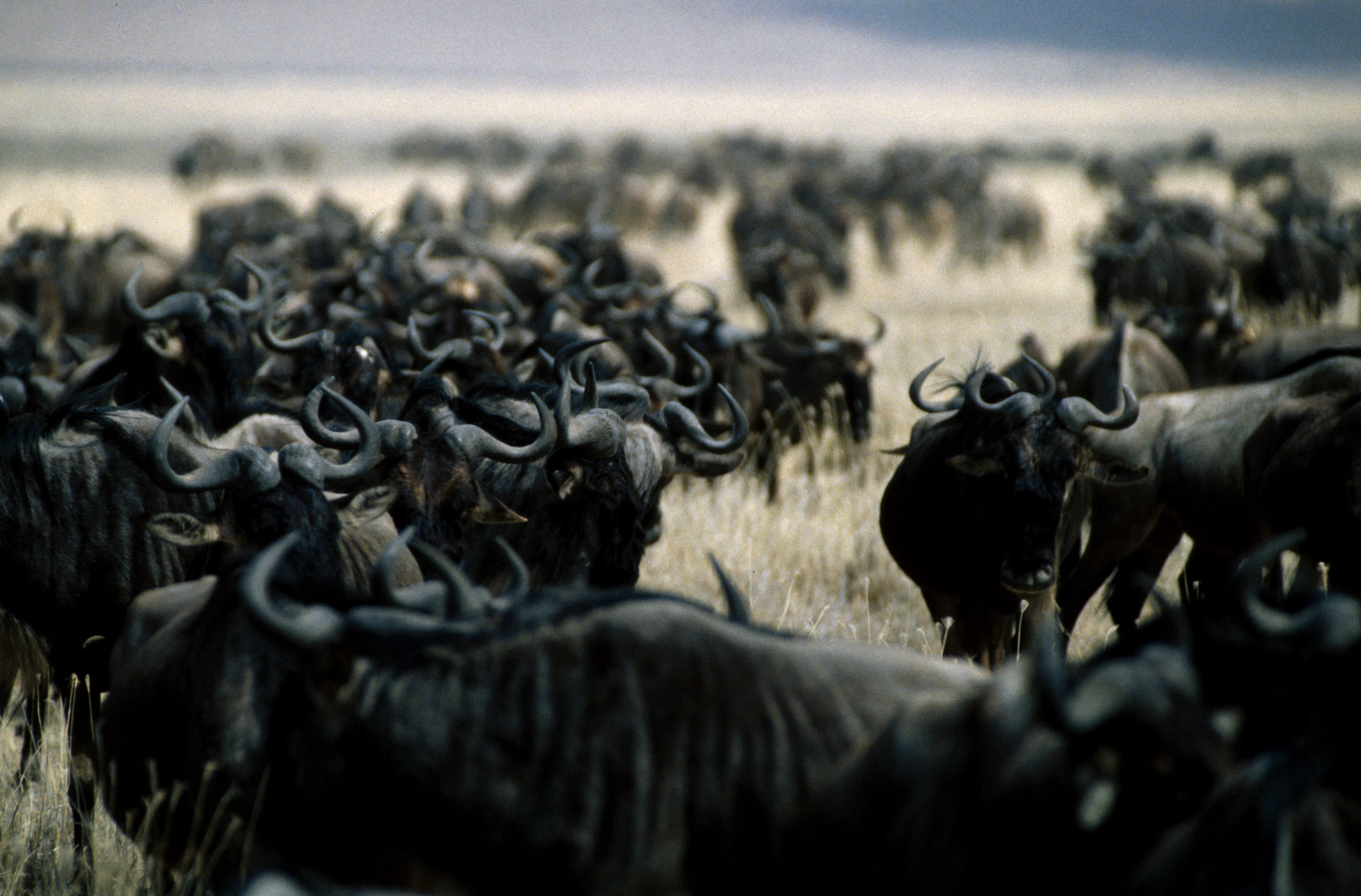
ヌーの群れ

同種の多数個体が集まって集団繁殖を行う例もある。例えば、ユビナガコウモリなどいくつかのコウモリは、一定地域の全個体が決まった洞窟に集まり、そこで繁殖を行う。海鳥にも集団繁殖をおこなうものがある。往々にして絶海の孤島が選ばれ、極端な場合はそこにその時期にゆけばその種の全個体を見ることができる。アホウドリなどはこの型に属する。
また、このような集団繁殖と言う様式では、卵などの子孫となる存在が一箇所に集中するため、たとえ天敵が食べようとしても食べきれないという理由が見出せる。集団や多産による生存戦略を選択している生物は多く、サケは産卵場所となる川への遡上の途中でクマに捕食されたりするなどしているが、それ以上に集団で押し寄せるため、幾らクマがサケを食べたとしても、その多くが繁殖に成功してきており、この優位性は人間が捕食側に加わっても、商業主義的な大々的な捕獲を展開する以前には成功していた（20世紀に入ってからは商業漁業で捕獲され過ぎと環境破壊とで人工繁殖が必要にはなったが）。イカなども集団繁殖で捕食者を上回る生存戦略を展開しており、サンゴの中には海面が染まるほど一斉に産卵するものもいる。

### 突発的な群れ

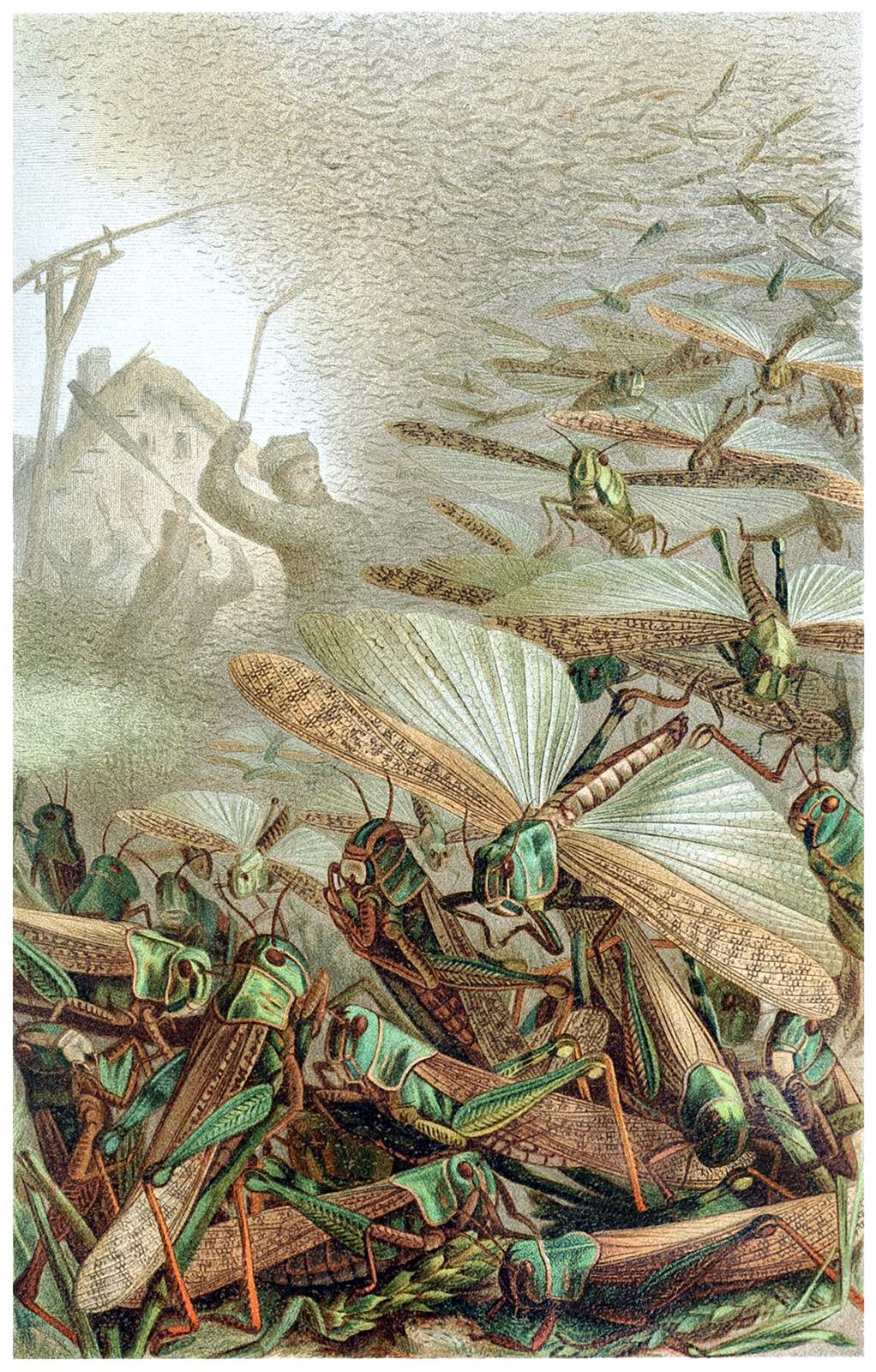
バッタの群れに襲われる人々（ブレーム動物事典より）

普段は群れで行動しない動物が、大発生に際して群れで動く例がある。有名なのは飛蝗で、単に群れを成すだけでなく、相変異によって体の形状や色、習性が変化することがある。同様の例がヤスデやヨトウガでも知られている。

### 複数種からなる群れ
一般に群れは単一の種から構成されるが、まれに複数種を含んで群れとして行動する例がある。例えば、ヤマガラ、シジュウカラなどのいわゆるカラ類は冬季に数種を含む群れを作り、集団で移動するのがよく見かけられる。

### 結果的に生じる群れ
その種の個体間に誘引などの要素がなくても、特定の環境条件を求めた結果として集まってしまう例もある。例えば、深海熱水鉱床に見られる動物群などがこれである。また、潮間帯の潮だまりで石をひっくり返すと多量のヤドカリが集まっている場合があるが、これは、彼らが物陰ではより長く立ち止まる性質があるためだと言われている。

## 群れの利益と不利益
一般に同種の個体間では、それぞれが共通の資源（餌、住みかなど）を求めて競争する関係にあると考えられる。そうであれば、群れることは不利益な行動であると考えられるが、実際に多数個体が集まる群れが存在するのは、それ以上の利益があるからである。
群れを形成する主な利益を以下に挙げる。それぞれの群れにはこれらの中のどれか、あるいは複数の要因が働いていると考えられる。
群れの規模が大きくなるにつれ、エサ不足、感染症の蔓延、個体間の争いの増加といった損失も無視できなくなる。したがって、群れに属することによる利益と損失の差が最大になるような群れの規模や密度が存在すると考えられ、これを「最適群れ規模」という。

### 生活に不利な条件下での抵抗力が増す
集団越冬する昆虫類（アシナガバチなど）では、集団になることで耐寒性が高まることが知られる。

### 分業や協調行動に価値がある
分業や協調行動をとることでエサの獲得が容易になる。ライオンやオオカミなどは群れで協力して獲物を捕らえる。また、チャドクガなどケムシにも群れをなすものがあるが、これは中に歯の丈夫な個体がいると、他の個体が噛めない葉にも噛み付くことが出来、その結果、その噛み口からはより歯の弱い個体も餌を得られるようになり、全体の生存率が高まる効果があるとされる。
- 集団で分業や協調行動をとることで捕食者を発見しやすくなる。また一個体当たりが監視行動に費やす時間が短くなる。時には反撃も可能になる。
- 集団で分業や協調行動をとることで配偶者を得やすく、子育てをしやすくなる。
  - 蚊柱や集団繁殖するニホンヒキガエル、鳥類のレックなどはこれに当たると思われる。

### 利己的な群れ
希釈効果:単独生では捕食者と出会った時に生き延びる確率が低くても、群れになれば自分が狙われる確率は減る。特に群れに子供、病気などで運動能力の劣った個体がいて、それらが捕食されれば自分は助かる確率がより増える。このように常に群れを作り自分が捕食される可能性を低くしようとすることを希釈効果という。ムクドリの群れはハヤブサに追いかけられたとき激しく飛び回る。ハヤブサは群れからはぐれてしまった個体を狙うことが多い。これは一見すると群れが協調してハヤブサから逃れようとしているように見えるが、ハヤブサが途中で諦めて離れることはまず無い。つまり、群れを守ろうとしているのではなく、早く脱落者を出すことによって個々のムクドリが長時間飛び回らなくても済むという利点があり、希釈効果を積極的に利用していると考えられる。一方で捕食者があまりに大きすぎ、捕食者に出会えば群れの個体が一度に捕食されてしまうような場合は希釈効果が望めず、各個体は分散して生活するようになる。

## 縄張りとの関係
縄張りは、動物の個体が、（一般には）同種の他個体に対して、一定の面積を防衛し、排除することである。したがって、縄張りを持つ動物は互いに距離を置いて生活するから、群れとは相反するものであると考えられる。しかし、これは縄張りを生活の場とする場合であり、例えば、繁殖時に巣の周りを防衛するものであれば、その面積はさほど大きいものではない場合がある。集団繁殖する海鳥は、密集して巣を作っているように見えても、巣の間は一定の距離があり、その中に入ってきた別の巣の個体は攻撃を受ける。
もっと広い縄張りを作る種でも、個体群密度の増加によって防衛行動に費やすエネルギーが縄張り維持による利益を上回るようになると、縄張りを解消して群れに入ることがある。例えば、アユは瀬に縄張りを作ることでよく知られるが、個体群密度が大きくなると、縄張りを持てない個体が増え、それらは群れを作ってうろつくので、縄張り鮎は縄張りを維持できなくなり、ほとんどの個体が群れに参加してしまう。なお、瀬で縄張りが作られている場合でも、淵に生活するアユは群れで行動していることが知られている。
また、普通は群れで行動するメダカを水槽に閉じこめると、縄張りを作ることが知られている。同様の現象が海においても見られ、開かれた場所では群れをなす魚が、潮だまりでは縄張りを作る例が知られている。このように、縄張りと群れとでは相反する行動に見えるが、その間を行き来する例は結構多い。
なお、サルなどでは群れが縄張りをもち、他の群れと接触すると互いに威嚇等の防衛行動が見られる。